# 贝雷济夫卡 (赫梅利尼茨基区)
49°53′18″N 27°3′49″E / 49.88833°N 27.06361°E
贝雷济夫卡（烏克蘭語：Березівка），2024年9月前名为佩爾紹特拉夫內韋（烏克蘭語：Першотравневе），是位於烏克蘭西部的村莊，由赫梅利尼茨基州裡赫梅利尼茨基區的舊康斯坦丁尼夫市鎮負責管轄。該村始建於1936年，面積0.12平方公里，海拔高度318米，2001年人口50，人口密度每平方公里413.2人。
2024年9月19日，乌克兰最高拉达将此村的名字改为贝雷济夫卡。